# نوریفومی تاکاموتو
نوریفومی تاکاموتو (انگلیسی: Norifumi Takamoto؛ زادهٔ ۳۱ دسامبر ۱۹۶۷) بازیکن فوتبال اهل ژاپن است.
از باشگاه‌هایی که در آن بازی کرده‌است می‌توان به باشگاه فوتبال ناگویا گرامپوس و باشگاه فوتبال کونسادول ساپورو اشاره کرد.